# Polk (Nebraska)
Polk és una població dels Estats Units a l'estat de Nebraska. Segons el cens del 2000 tenia 322 habitants.

## Demografia
Segons el cens del 2000, Polk tenia 322 habitants, 152 habitatges, i 86 famílies. La densitat de població era de 253,7 habitants per km².
Dels 152 habitatges en un 21,1% hi vivien nens de menys de 18 anys, en un 51,3% hi vivien parelles casades, en un 4,6% dones solteres, i en un 42,8% no eren unitats familiars. En el 40,1% dels habitatges hi vivien persones soles el 26,3% de les quals corresponia a persones de 65 anys o més que vivien soles. El nombre mitjà de persones vivint en cada habitatge era de 2,12 i el nombre mitjà de persones que vivien en cada família era de 2,86.
Per edats la població es repartia de la següent manera: un 19,9% tenia menys de 18 anys, un 4,7% entre 18 i 24, un 21,7% entre 25 i 44, un 20,8% de 45 a 60 i un 32,9% 65 anys o més.
L'edat mediana era de 47 anys. Per cada 100 dones de 18 o més anys hi havia 89,7 homes.
La renda mediana per habitatge era de 28.056 $ i la renda mediana per família de 38.472 $. Els homes tenien una renda mediana de 26.389 $ mentre que les dones 18.500 $. La renda per capita de la població era de 15.670 $. Aproximadament el 4,4% de les famílies i el 5,4% de la població estaven per davall del llindar de pobresa.

## Poblacions més properes
El següent diagrama mostra les poblacions més properes.